# Klenica
Klenica (en polonais : Klenica(prononciation : [klɛˈnit͡sa]) est un village polonais de la gmina de Bojadła dans le powiat de Zielona Góra de la voïvodie de Lubusz dans l'ouest de la Pologne.
Il se situe à environ 5 kilomètres au nord-ouest de Bojadła (siège de la gmina) et 20 kilomètres à l'est de Zielona Góra (siège du powiat et de la diétine régionale).

## Histoire
Le nom allemand du village était Kleinitz. 
Le début de la colonisation de ce lieu remonte au VIIIe siècle, quand il y avait une localité, un château et un groupe de peuples Podgrodzie appelés Tornow-Klenica. La première mention écrite de Klenicy est au dossier de l'évêché de Poznań datant de 1424.
De 1742 à 1945, Kleinitz fait partie de l'arrondissement de Grünberg-en-Silésie dans le district de Liegnitz au sein de la province de Silésie.
En 1787, Peter von Biron, dernier duc de Courlande, a acquis l'ancienne propriété des Jésuites avec le village voisin d'Otyń et légué à sa fille Dorothée en 1800. Klenica passe plus tard aux mains de familles nobles de Radziwiłł et Czartoryski.
Après la Seconde Guerre mondiale, avec les conséquences de la Conférence de Potsdam et la mise en œuvre de la ligne Oder-Neisse, le village est intégré à la République populaire de Pologne. La population d'origine allemande est expulsée et remplacée par des Polonais.
De 1975 à 1998, le village appartenait administrativement à la voïvodie de Zielona Góra.

Depuis 1999, il appartient administrativement à la voïvodie de Lubusz.